# Mycobates brevilamellatus
Mycobates brevilamellatus är en kvalsterart som beskrevs av Valerie M. Behan-Pelletier 1994. Mycobates brevilamellatus ingår i släktet Mycobates och familjen Punctoribatidae. Inga underarter finns listade i Catalogue of Life.